# Парсонс, Питер Джон
Питер Джон Парсонс (англ. Peter John Parsons; 24 сентября 1936, Сербитон, Большой Лондон — 16 ноября 2022, Оксфорд, Юго-Восточная Англия) — британский антиковед, папиролог и педагог. Член Британской академии (1977), профессор Оксфорда, в 1989—2003 годах Regius Professor of Greek (Oxford), ныне эмерит. Отмечен Kenyon Medal (2019).
Большую часть карьеры провёл в Крайст-Чёрч-колледже, где получил и образование (бакалавр, 1958); позже состоял оксфордским Университетским лектором папирологии. В 1959—60 годах на последипломной учёбе в Мичиганском университете у Herbert Youtie. Член  Academia Europaea (1990). Удостоился почётных степеней. Являлся редактором и директором Oxyrhynchus Papyri. Также редактировал Supplementum Hellenisticum (совместно с Хью Ллойдом-Джонсом).
За свою книгу «City of the Sharp-Nosed-Fish-Greek Lives in Roman Egypt» удостоился John D. Criticos Prize 2007 года.
Дружил с кембриджским профессором Колином Остином (ум. 2010).
В 2019 году Британская академия отметила заслуги учёного наградив его медалью Кеньона.